# Хрящ (посёлок)
Хрящ — поселок в Белёвском районе Тульской области в составе Левобережного сельского поселения. Население - 3 человека (2021).

## География
Находится в юго-западной части Тульской области на расстоянии приблизительно 11 км на север-северо-восток по прямой от города Белёв, административного центра района на правом берегу Оки.

## История
В конце 1930-х годов здесь был отмечен Хрящевский лесхоз.

## Население
Постоянное население составляло 9 человек (русские 100 %) в 2002 году.
| 2010 |
| ---- |
| 3    |